# 3096
Pour plus de détails, voir Fiche technique et Distribution.
3096 (3096 Tage) est un drame biographique allemand de Sherry Hormann sorti en 2013. Il s'agit de l'adaptation cinématographique du livre 3096 jours retraçant l'histoire de Natasha Kampusch, enlevée et séquestrée durant 8 ans par son geôlier Wolfgang Přiklopil.

## Synopsis
Le film retrace les 3096 jours (soit 8 ans) de captivité subis par Natasha Kampusch, kidnappée à l'âge 10 ans par Wolfgang Přiklopil, son évasion en 2006, puis sa difficile réadaptation à la vie normale.

## Fiche technique
- Titre original : 3096 Tage
- Titre français :
- Titre québécois :
- Réalisation : Sherry Hormann
- Scénario : Bernd Eichinger et Peter Reichard
- Direction artistique :
- Décors :
- Costumes : Gabriele Binder
- Montage :
- Musique : Martin Todsharow
- Photographie : Michael Ballhaus
- Son : Stefan Busch
- Production :
- Sociétés de production : Constantin Film
- Sociétés de distribution :  Constantin Film
- Pays d’origine :  Allemagne
- Budget :
- Langue : Anglais
- Durée :
- Format : Couleurs - 35 mm - 2.35:1 -  Son Dolby numérique
- Genre : Drame biographique
- Dates de sortie
- Autriche : 25 février 2013
- Allemagne -  France : 28 février 2013

## Distribution
- Thure Lindhardt : Wolfgang Priklopil
- Antonia Campbell-Hughes : Natascha Kampusch
- Amelia Pidgeon : Natascha jeune
- Trine Dyrholm : Brigitta Sirny
- Vlasto Peyitch : un journaliste
- Erni Mangold : la grand-mère de Wolfgang